# Bairon-et-ses-Environs
Bairon-et-ses-Environs – gmina we Francji, w regionie Grand Est, w departamencie Ardeny. Została utworzona 1 stycznia 2016 roku z połączenia trzech wcześniejszych gmin: Les Alleux, Le Chesne oraz Louvergny. Siedzibą gminy została miejscowość Le Chesne. W 2013 roku populacja wyżej wymienionych gmin wynosiła 1080 mieszkańców.